# Max Fremerey
Max Fremerey (ur. 5 maja 1889 w Kolonii, zm. 20 września 1968) – niemiecki wojskowy, generalleutnant.

## Odznaczenia
- Krzyż Rycerski Krzyża Żelaznego (1942)
- Złoty Krzyż Niemiecki (1941)
- Krzyż Żelazny I i II klasy